# Ira Glass
Ira Glass, född 3 mars 1959 i Baltimore, är en amerikansk journalist. Han är mest känd för radioprogrammet This American Life, som han var med och skapade och har varit programledare för sedan starten 1995. Glass har jobbat med radio sedan slutet av 1970-talet.